# Radio Martos
Radio Martos es la emisora de radio municipal de la ciudad de Martos, provincia de Jaén (España). Se trata de una emisora de titularidad pública y de gestión directa, que ofrece contenidos de tipo generalista. La difusión de esta emisora abarca desde Martos hasta poblaciones cercanas y de la Sierra Sur de Jaén, así como algunos municipios del sureste de la provincia de Córdoba.

## Historia de la radio municipal

### Inicios
La historia de la radio municipal en Martos se remonta a los años 30 del siglo XX, a través de la iniciativa de un radio aficionado que tendió una larga antena dipolo, desde la Torre del Homenaje del castillo de la Villa, hasta la zona de calle Adarves, descendiendo la línea de conexión hasta su domicilio en la calle Dolores Torres.
En los años 60 y a raíz de la iniciativa de las organizaciones sindicales se propuso la creación de una red de emisoras de radio de no mucha potencia que cubriera toda la provincia de Jaén. Martos fue una de las poblaciones donde se decidió instalar una de estas estaciones. Así Nació "La Voz de Martos", que emitía por onda media y que contó con una amplia plantilla de personal, alguno de los cuales pasaron a formar parte de emisoras a nivel estatal. Los estudios se ubicaron en los edificios sindicales situados en la calle Vicente Aleixandre y el centro emisor en la zona conocida como "El cerrillo de la estación", lugar que en la actualidad ocupa el Instituto de enseñanza secundaria Fernando III.

### Declive
Durante su corta vida la radio logró integrarse perfectamente en la vida social, no solo de Martos, sino de muchos más núcleos rurales que seguían con atención todos los programas de la voz de Martos, sobre todo los discos dedicados. Pero a pesar de todo, su historia solo llegó hasta el 24 de julio de 1965, fecha en la que se cerró debido al denominado "Decreto Fraga" que obligaba a este tipo de estaciones a transformarse a frecuencia Modulada. La escasez de receptores y las trabas que tuvieron las personas que estaban al frente impidieron el cambio, finalizando así una etapa de la radio local. En 1985 gracias al impulso de un grupo de aficionados, empresarios y personas vinculadas con la cultura en Martos, decidieron iniciar la andadura de una pequeña estación de Frecuencia modulada, cuya frecuencia inicial fue 93.5, de igual manera la situación legal de la misma y las diferencias entre los promotores propiciaron que esta se dividiera, y durante un tiempo hubiera dos emisoras , "Martos F.M." y "La voz de la Peña", esta última en los 94.5. 
De nuevo parón en la trayectoria de la radio local, ya que la concesión de nuevas frecuencias obligaba a cerrar a todas las emisoras que carecieran de ellas, dando la opción de obtenerla presentando los proyectos y requisitos correspondientes, lo cual hicieron los responsables de las citadas emisoras uniéndose de nuevo, pero sin éxito ya que un grupo empresarial de la capital obtuvo varias de las frecuencias convocadas en la provincia, entre ellas Martos. Poco después surge una nueva etapa en la radio local con el nacimiento de "Radio Martos Onda Oliva", que duró igualmente poco tiempo ya que fue adquirida por la cadena "Antena 3 Radio", más tarde transformándose en Cadena SER y en la actualidad en la fórmula musical "Radiolé", con la emisora de radio "Radiolé Campiña", que se trata de una emisora de ámbito comarcal pero con sede en Martos.

### Actualidad
Radio Martos, la actual emisora municipal, inició sus emisiones oficialmente el 8 de agosto de 1993, ante la necesidad de disponer de un medio de comunicación local que abarcara las inquietudes y necesidades de una amplia población, que hasta entonces no se ofrecían en otros medios ya existentes. Desde entonces se trata del medio de comunicación local de mayor difusión, con una amplia programación que va desde contenidos musicales, noticias, así como la difusión de eventos de importancia del panorama municipal.